# Meidericher Spielverein Duisburg 1978-1979
Questa voce raccoglie le informazioni riguardanti il Meidericher Spielverein Duisburg nelle competizioni ufficiali della stagione 1978-1979.

## Stagione
Nella stagione 1978-1979 il Duisburg, allenato da Rolf Schafstall, concluse il campionato di Bundesliga al 13º posto. In Coppa di Germania il Duisburg fu eliminato agli ottavi di finale dal Fortuna Düsseldorf. In Coppa UEFA il Duisburg fu eliminato in semifinale dal Borussia M'gladbach.

## Rosa
| N. |                        | Ruolo | Calciatore         |
| -- | ---------------------- | ----- | ------------------ |
|    | Germania (bandiera)    | P     | Gerhard Heinze     |
|    | Germania (bandiera)    | P     | Wolfgang Schreiner |
|    | Paesi Bassi (bandiera) | D     | Kees Bregman       |
|    | Germania (bandiera)    | D     | Michael Brocker    |
|    | Germania (bandiera)    | D     | Werner Buttgereit  |
|    | Germania (bandiera)    | D     | Bernard Dietz      |
|    | Germania (bandiera)    | D     | Norbert Dronia     |
|    | Germania (bandiera)    | D     | Peter Fenten       |
|    | Germania (bandiera)    | D     | Ditmar Jakobs      |
|    | Germania (bandiera)    | C     | Reiner Alhaus      |
|    | Germania (bandiera)    | C     | Herbert Büssers    |

| N. |                     | Ruolo | Calciatore         |
| -- | ------------------- | ----- | ------------------ |
|    | Germania (bandiera) | C     | Manfred Dubski     |
|    | Germania (bandiera) | C     | Norbert Fruck      |
|    | Austria (bandiera)  | C     | Kurt Jara          |
|    | Germania (bandiera) | C     | Norbert Lenzen     |
|    | Germania (bandiera) | C     | Pascal Notthoff    |
|    | Germania (bandiera) | A     | Gregor Grillemeier |
|    | Germania (bandiera) | A     | Rudolf Seliger     |
|    | Germania (bandiera) | A     | Timo Ulitzka       |
|    | Germania (bandiera) | A     | Günter Weber       |
|    | Germania (bandiera) | A     | Ronnie Worm        |

## Organigramma societario
Area tecnica
- Allenatore: Rolf Schafstall
- Allenatore in seconda:
- Preparatore dei portieri:
- Preparatori atletici:

## Calciomercato

### Sessione estiva
| Acquisti | Acquisti       | Acquisti       | Acquisti |
| R.       | Nome           | da             | Modalità |
| -------- | -------------- | -------------- | -------- |
| C        | Manfred Dubski | Schalke 04     |          |
| C        | Reiner Alhaus  | Luttringhausen |          |
| C        | Norbert Lenzen | Union Solingen |          |

| Cessioni | Cessioni            | Cessioni        | Cessioni |
| R.       | Nome                | a               | Modalità |
| -------- | ------------------- | --------------- | -------- |
| C        | Theo Bücker         | Al-Ittihad      |          |
| C        | Ulrich Hintzen      | Preußen Münster |          |
| C        | Eduard Marschang    | EGC Wirges      |          |
| A        | Norbert Stolzenburg | TeBe Berlino    |          |
| C        | Jürgen Suchanek     | Herford         |          |
| A        | Peter Vogel         | TeBe Berlino    |          |

### Sessione invernale
| Acquisti | Acquisti | Acquisti | Acquisti |
| R.       | Nome     | da       | Modalità |
| -------- | -------- | -------- | -------- |

| Cessioni | Cessioni | Cessioni | Cessioni |
| R.       | Nome     | a        | Modalità |
| -------- | -------- | -------- | -------- |

## Risultati

### Bundesliga

#### Girone di andata
| Arbitro: | Messmer |

|          |           |              |
| Worm 38’ | Marcatori | 47’ Schröder |

| Arbitro: | Quindeau |

|                                                                            |           |                     |
| Müller 2’, 84’ Breitner 12’ Augenthaler 21’ Rummenigge 40’ Niedermayer 62’ | Marcatori | 8’ Büssers 69’ Jara |

| Arbitro: | Joos |

|  |           |                          |
|  | Marcatori | 27’, 84’ Bruns 35’ Gores |

| Arbitro: | Walz |

|                                     |           |                      |
| Möhlmann 43’ Geils 51’ Konschal 62’ | Marcatori | 58’ Jara 65’ Büssers |

| Arbitro: | Hontheim |

|          |           |  |
| Worm 11’ | Marcatori |  |

| Arbitro: | Barnick |

|                        |           |  |
| Volkert 11’ Müller 42’ | Marcatori |  |

| Arbitro: | Engel |

|                            |           |                          |
| Dietz 25’, 62’ Büssers 84’ | Marcatori | 55’ Sidka 66’ Diefenbach |

| Arbitro: | Klauser |

|                                    |           |                        |
| Flohe 28’ (rig.) van Gool 38’, 65’ | Marcatori | 7’, 16’ Worm 48’ Weber |

| Arbitro: | Luca |

|                                          |           |                                  |
| Dubski 20’ Weber 55’ Jara 58’ Alhaus 62’ | Marcatori | 1’ Weiss 44’ Weber 70’, 72’ Hahn |

| Arbitro: | Ross |

|                         |           |           |
| Melzer 75’ Dobiasch 90’ | Marcatori | 52’ Weber |

| Arbitro: | Niemann |

|           |           |  |
| Dietz 85’ | Marcatori |  |

| Arbitro: | Joos |

|                                             |           |  |
| Bommer 51’ Zimmermann 65’ (rig.) Allofs 78’ | Marcatori |  |

| Arbitro: | Brückner |

|  |           |                  |
|  | Marcatori | 5’, 61’ Hrubesch |

| Arbitro: | Assenmacher |

|                                              |           |             |
| Votava 4’, 36’ Burgsmüller 26’ Schneider 88’ | Marcatori | 27’ Bregman |

| Arbitro: | Schmoock |

|           |           |  |
| Dietz 16’ | Marcatori |  |

| Arbitro: | Redelfs |

|                        |           |               |
| Seliger 30’ Dubski 89’ | Marcatori | 81’ Abramczik |

| Arbitro: | Heitmann |

|               |           |  |
| Neuberger 83’ | Marcatori |  |

#### Girone di ritorno
| Arbitro: | Ohmsen |

|               |           |           |
| Sackewitz 12’ | Marcatori | 82’ Dietz |

| Arbitro: | Gabor |

|                                |           |          |
| Dietz 19’ Büssers 25’ Jara 38’ | Marcatori | 8’ Oblak |

| Arbitro: | Frickel |

|  |           |                  |
|  | Marcatori | 55’, 85’ Büssers |

| Arbitro: | Dreher |

|                            |           |  |
| Dietz 37’ (rig.) Fruck 39’ | Marcatori |  |

| Bochum 10 marzo 1979, ore 15:30 CET 22ª giornata | Bochum | 0 – 0 referto | Duisburg | Stadion an der Castroper Straße (28 000 spett.)\| Arbitro: \| Luca \| |
| Arbitro:                                         | Luca   |               |          |                                                                       |

| Arbitro: | Horstmann |

|                                 |           |             |
| Dubski 19’ Worm 67’ Büssers 75’ | Marcatori | 87’ Förster |

| Arbitro: | Ross |

|           |           |  |
| Brück 63’ | Marcatori |  |

| Arbitro: | Barnick |

|                      |           |             |
| Dietz 50’ Jakobs 63’ | Marcatori | 40’ Neumann |

| Arbitro: | Roth |

|                          |           |  |
| Bechtold 50’ Drexler 86’ | Marcatori |  |

| Arbitro: | Klauser |

|                    |           |          |
| Worm 22’, 38’, 72’ | Marcatori | 5’ Wendt |

| Arbitro: | Quindeau |

|                              |           |            |
| Dronia 23’ (aut.) Täuber 65’ | Marcatori | 50’ Jakobs |

| Arbitro: | Frickel |

|            |           |                     |
| Dubski 58’ | Marcatori | 37’ Seel 66’ Allofs |

| Arbitro: | Walz |

|                                         |           |  |
| Keegan 18’ Jakobs 60’ (aut.) Magath 68’ | Marcatori |  |

| Duisburg 12 maggio 1979, ore 15:30 CEST 31ª giornata | Duisburg   | 0 – 0 referto | Borussia Dortmund | Wedaustadion (15 000 spett.)\| Arbitro: \| Eschweiler \| |
| Arbitro:                                             | Eschweiler |               |                   |                                                          |

| Arbitro: | Walz |

|  |           |               |
|  | Marcatori | 21’, 60’ Worm |

| Arbitro: | Joos |

|                           |           |           |
| Fischer 55’ Abramczik 73’ | Marcatori | 47’ Fruck |

| Arbitro: | Brückner |

|  |           |                       |
|  | Marcatori | 11’ Pezzey 33’ Schaub |

### Coppa di Germania
| Arbitro: | Wippker |

|                                    |           |                                 |
| Alhaus 19’, 29’ Worm 24’ Dietz 48’ | Marcatori | 56’ Wloka 75’ Bachorz 89’ Drews |

| Arbitro: | Horstmann |

|                    |           |              |
| Worm 26’, 62’, 66’ | Marcatori | 54’ Schröder |

| Arbitro: | Stäglich |

|                       |           |              |
| Alhaus 51’ Jakobs 62’ | Marcatori | 81’ Lachmann |

| Arbitro: | Roth |

|  |           |            |
|  | Marcatori | 83’ Köhnen |

### Coppa UEFA
| Arbitro: | Homewood |

|                                               |           |  |
| Jara 21’ Worm 23’, 37’ Alhaus 32’ Büssers 88’ | Marcatori |  |

| Arbitro: | Rauš |

|                         |           |                                                    |
| Kasalik 34’ Okoński 83’ | Marcatori | 4’ Büssers 22’, 72’ Worm 30’ Fenten 71’ Buttgereit |

| Jena 18 ottobre 1978 Secondo turno | Carl Zeiss Jena | 0 – 0 referto | Duisburg | Ernst-Abbe-Sportfeld (15 000 spett.)\| Arbitro: \| Tokat \| |
| Arbitro:                           | Tokat           |               |          |                                                             |

| Arbitro: | McGinlay |

|                                |           |  |
| Dietz 98’ Jara 107’ Fruck 119’ | Marcatori |  |

| Strasburgo 22 novembre 1978 Ottavi di finale | Strasburgo | 0 – 0 referto | Duisburg | De la Meinau (30 000 spett.)\| Arbitro: \| Garrido \| |
| Arbitro:                                     | Garrido    |               |          |                                                       |

| Arbitro: | Menegali |

|                                   |           |  |
| Worm 33’ Weber 43’, 76’ Fruck 49’ | Marcatori |  |

| Arbitro: | Konrath |

|                              |           |                           |
| Varga 36’ Weimper 49’ (rig.) | Marcatori | 22’, 53’ Worm 85’ Seliger |

| Arbitro: | Rainea |

|             |           |                      |
| Büssers 38’ | Marcatori | 84’ Karalyos 88’ Pál |

| Arbitro: | Eriksson |

|                    |           |                         |
| Worm 47’ Fruck 63’ | Marcatori | 62’ Simonsen 76’ Lausen |

| Arbitro: | Wöhrer |

|                                        |           |             |
| Simonsen 43’, 55’ Kulik 47’ Lienen 81’ | Marcatori | 70’ Büssers |

## Statistiche

### Statistiche di squadra
| Competizione      | Punti | In casa | In casa | In casa | In casa | In casa | In casa | In trasferta | In trasferta | In trasferta | In trasferta | In trasferta | In trasferta | Totale | Totale | Totale | Totale | Totale | Totale | DR  |
| Competizione      | Punti | G       | V       | N       | P       | Gf      | Gs      | G            | V            | N            | P            | Gf           | Gs           | G      | V      | N      | P      | Gf     | Gs     | DR  |
| ----------------- | ----- | ------- | ------- | ------- | ------- | ------- | ------- | ------------ | ------------ | ------------ | ------------ | ------------ | ------------ | ------ | ------ | ------ | ------ | ------ | ------ | --- |
| Bundesliga        | 30    | 17      | 10      | 3       | 4       | 27      | 21      | 17           | 2            | 3            | 12           | 16           | 35           | 34     | 12     | 6      | 16     | 43     | 56     | -13 |
| Coppa di Germania | -     | 4       | 3       | 0       | 1       | 9       | 6       | 0            | 0            | 0            | 0            | 0            | 0            | 4      | 3      | 0      | 1      | 9      | 6      | +3  |
| Coppa UEFA        | -     | 5       | 3       | 1       | 1       | 15      | 4       | 5            | 2            | 2            | 1            | 9            | 8            | 10     | 5      | 3      | 2      | 24     | 12     | +12 |
| Totale            | 30    | 26      | 16      | 4       | 6       | 51      | 31      | 22           | 4            | 5            | 13           | 25           | 43           | 48     | 20     | 9      | 19     | 76     | 74     | +2  |

### Andamento in campionato
| Giornata  | 1 | 2  | 3  | 4  | 5  | 6  | 7  | 8  | 9  | 10 | 11 | 12 | 13 | 14 | 15 | 16 | 17 | 18 | 19 | 20 | 21 | 22 | 23 | 24 | 25 | 26 | 27 | 28 | 29 | 30 | 31 | 32 | 33 | 34 |
| --------- | - | -- | -- | -- | -- | -- | -- | -- | -- | -- | -- | -- | -- | -- | -- | -- | -- | -- | -- | -- | -- | -- | -- | -- | -- | -- | -- | -- | -- | -- | -- | -- | -- | -- |
| Luogo     | C | T  | C  | T  | C  | T  | C  | T  | C  | T  | C  | T  | C  | T  | C  | C  | T  | T  | C  | T  | C  | T  | C  | T  | C  | T  | C  | T  | C  | T  | C  | T  | T  | C  |
| Risultato | N | P  | P  | P  | V  | P  | V  | N  | N  | P  | V  | P  | P  | P  | V  | V  | P  | N  | V  | V  | V  | N  | V  | P  | V  | P  | V  | P  | P  | P  | N  | V  | P  | P  |
| Posizione | 8 | 17 | 18 | 18 | 17 | 17 | 15 | 15 | 14 | 16 | 15 | 16 | 16 | 17 | 16 | 16 | 16 | 16 | 16 | 14 | 11 | 10 | 9  | 9  | 9  | 10 | 9  | 9  | 11 | 12 | 12 | 10 | 11 | 13 |

Legenda:

Luogo: C = Casa; T = Trasferta. Risultato: V = Vittoria; N = Pareggio; P = Sconfitta.

### Statistiche dei giocatori
| Giocatore      | Bundesliga | Bundesliga | Bundesliga  | Bundesliga | Coppa di Germania | Coppa di Germania | Coppa di Germania | Coppa di Germania | Coppa UEFA | Coppa UEFA | Coppa UEFA  | Coppa UEFA | Totale   | Totale | Totale      | Totale     |
| Giocatore      | Presenze   | Reti       | Ammonizioni | Espulsioni | Presenze          | Reti              | Ammonizioni       | Espulsioni        | Presenze   | Reti       | Ammonizioni | Espulsioni | Presenze | Reti   | Ammonizioni | Espulsioni |
| -------------- | ---------- | ---------- | ----------- | ---------- | ----------------- | ----------------- | ----------------- | ----------------- | ---------- | ---------- | ----------- | ---------- | -------- | ------ | ----------- | ---------- |
| R. Alhaus      | 21         | 1          | 0           | 0          | 4                 | 3                 | 0                 | 0                 | 6          | 1          | 0           | 0          | 31       | 5      | 0           | 0          |
| K. Bregman     | 34         | 1          | 6           | 0          | 3                 | 0                 | 0                 | 0                 | 10         | 0          | 0           | 0          | 47       | 1      | 6           | 0          |
| M. Brocker     | 6          | 0          | 0           | 0          | 2                 | 0                 | 0                 | 0                 | 3          | 0          | 0           | 0          | 11       | 0      | 0           | 0          |
| W. Buttgereit  | 10         | 0          | 0           | 0          | 2                 | 0                 | 0                 | 0                 | 3          | 1          | 0           | 0          | 15       | 1      | 0           | 0          |
| H. Büssers     | 23         | 7          | 2           | 0          | 3                 | 0                 | 0                 | 0                 | 6          | 4          | 0           | 0          | 32       | 11     | 2           | 0          |
| B. Dietz       | 34         | 8          | 0           | 0          | 4                 | 1                 | 0                 | 0                 | 10         | 1          | 0           | 0          | 48       | 10     | 0           | 0          |
| N. Dronia      | 27         | 0          | 2           | 0          | 1                 | 0                 | 0                 | 0                 | 8          | 0          | 0           | 0          | 36       | 0      | 2           | 0          |
| M. Dubski      | 26         | 4          | 4           | 0          | 2                 | 0                 | 0                 | 0                 | 4          | 0          | 0           | 0          | 32       | 4      | 4           | 0          |
| P. Fenten      | 33         | 0          | 1           | 0          | 4                 | 0                 | 1                 | 0                 | 9          | 1          | 1           | 0          | 46       | 1      | 3           | 0          |
| N. Fruck       | 27         | 2          | 3           | 0          | 4                 | 0                 | 0                 | 0                 | 9          | 3          | 0           | 0          | 40       | 5      | 3           | 0          |
| G. Grillemeier | 5          | 0          | 0           | 0          | 1                 | 0                 | 0                 | 0                 | 1          | 0          | 0           | 0          | 7        | 0      | 0           | 0          |
| G. Heinze      | 26         | 0          | 3           | 0          | 3                 | 0                 | 0                 | 0                 | 8          | 0          | 0           | 0          | 37       | 0      | 3           | 0          |
| D. Jakobs      | 34         | 2          | 4           | 0          | 4                 | 1                 | 0                 | 0                 | 10         | 0          | 0           | 0          | 48       | 3      | 4           | 0          |
| K. Jara        | 34         | 4          | 8           | 0          | 4                 | 0                 | 1                 | 0                 | 10         | 2          | 0           | 0          | 48       | 6      | 9           | 0          |
| N. Lenzen      | 0          | 0          | 0           | 0          | 0                 | 0                 | 0                 | 0                 | 0          | 0          | 0           | 0          | 0        | 0      | 0           | 0          |
| P. Notthoff    | 0          | 0          | 0           | 0          | 0                 | 0                 | 0                 | 0                 | 0          | 0          | 0           | 0          | 0        | 0      | 0           | 0          |
| W. Schreiner   | 8          | 0          | 0           | 0          | 1                 | 0                 | 0                 | 0                 | 2          | 0          | 0           | 0          | 11       | 0      | 0           | 0          |
| R. Seliger     | 12         | 1          | 0           | 0          | 1                 | 0                 | 0                 | 0                 | 5          | 1          | 0           | 0          | 18       | 2      | 0           | 0          |
| T. Ulitzka     | 2          | 0          | 0           | 0          | 1                 | 0                 | 0                 | 0                 | 0          | 0          | 0           | 0          | 3        | 0      | 0           | 0          |
| G. Weber       | 30         | 3          | 3           | 0          | 2                 | 0                 | 0                 | 0                 | 10         | 2          | 0           | 0          | 42       | 5      | 3           | 0          |
| R. Worm        | 32         | 10         | 0           | 0          | 4                 | 4                 | 0                 | 0                 | 10         | 8          | 0           | 0          | 46       | 22     | 0           | 0          |